# Вертельная собака
Ве́ртельная собака, также кухонная, или поварская собака (лат. Canis vertigus) — собака, предназначенная для бега в колесе, вращение которого передавалось на вертел.
Собаки для вращения вертела появились в XVI веке в Англии и использовались как в богатых домах и замках, так и в простых трактирах. Обычно на кухне держали двух собак, работавших попеременно, а при жарке больших кусков мяса — вдвоем. Вертельные собаки упоминаются в трактате Джона Кайуса «Об английских собаках: их разновидности, имена, природа и свойства», где автор называет их дворнягами.
Со временем была выведена специальная порода, о размерах которой можно судить по габаритам сохранившихся колёс — их диаметр варьируется от 78 до 143 см, а ширина дорожки составляет 20—30 см. В сочинении «Цинография» Карл Линней выделяет породу Canis vertigus — собака вертящая. Согласно этой работе существовали короткошёрстные и длинношёрстные разновидности породы. Также Линней отмечает, что вертельные собаки распространены в Англии и Франции. Эти собаки упомянуты и в «Происхождении видов» Чарлза Дарвина.
К середине XIX века англичане практически отказались от «собачьего двигателя», в литературе последнее упоминание подобного механизма относится к началу XX века. Примерно тогда же исчезла и порода.